# Cochifrito

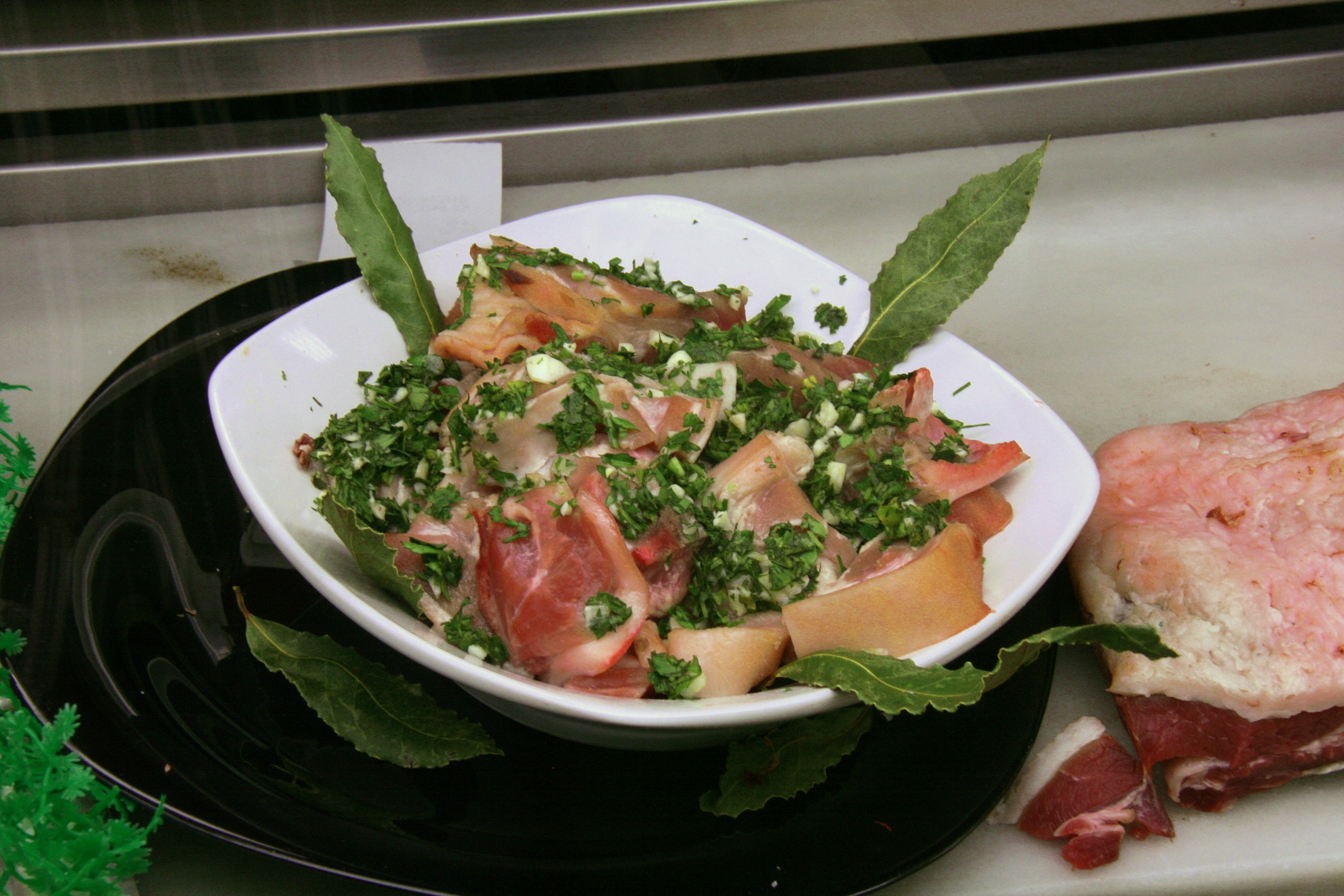
Cochifrito en crudo con los ingredientes.

El cochifrito (denominado también cuchifrito) es un plato tradicional de la cocina segoviana compuesto de carne de cerdo joven (cochinillo).
El origen etimológico de la palabra cochifrito se halla en los participios del verbo cocer (latín coctum > cocho, y de ahí el elemento compositivo cochi-) y freír (-frito). El Diccionario de la Lengua Española da este origen, y la siguiente definición: "Guisado, muy usado entre ganaderos y pastores, que ordinariamente se hace de tajadas de cabrito o cordero, y después de medio cocido se fríe, sazonándolo con especias, vinagre y pimentón". La razón de que se asocie su receta principalmente con la carne de cerdo está en la falsa etimología (o etimología popular) que interpreta que la raíz cochi- está relacionada con la palabra "cochino". 
Su elaboración es muy sencilla. Cortar el cochinillo en trozos pequeños sazonarlos con sal y freír en abundante aceite de oliva virgen extra junto con un buen puñado de dientes de ajo hasta que el cochinillo quede crujiente.